# 디 프린첸
디 프린첸(Die Prinzen, "왕자들"이라는 뜻)은 독일의 음악 그룹이다. 개구리 왕자 설화에서 그룹의 이름을 따왔다고 하며, 관을 쓴 녹색 개구리가 이들의 상징이다.
그룹의 멤버들은 라이프치히 성 토마스 합창단과 또 다른 소년합창단인 드레스덴 성십자합창단 단원이었다. 성 토마스 교회에서 바흐가 생전에 오케스트라를 지휘하며 이끌었던 소년합창단이 성 토마스 합창단이다.
동독시절인 1987년 디 헤어츠부벤(Die Herzbuben)이란 이름으로 활동을 시작했으나, 다른 팀과의 혼동때문에 1991년 이름을 디 프린첸으로 바꾼다. 이름을 바꾼 직후 《가비와 클라우스》(Gabi und Klaus)가 크게 히트를 해서 유명세를 얻는다. 이후에도 꾸준히 활동하여 2001년까지 14개의 골든디스크, 6개의 플래티넘 디스크를 기록했다.
합창단 출신답게 초기의 앨범 세 앨범은 수준높은 아카펠라에 독특한 가사를 특징으로 하고 있다. 그러나, 1996년 이전 제작자와 결별하고, 5번째 앨범부터는 개그맨이자 토크쇼 진행자인 슈테판 랍이 앨범 제작을 맡는다. 이미 4집때부터 달라질 기미를 보였던 프린첸의 노래는 거칠고 도발적인 가사로 섹스와 사회에 대해 말하고, 음악적으로도 전자음을 더 많이 사용하고, 락적인 요소를 더 강하게 드러낸다. 이후의 앨범에도 꾸준히 독일 정부와 사회를 장난스럽게 풍자하는 노래를 만들어 냈다. 근래 들어서는 감성적인 노래도 간간이 찾을 수 있다.

## 대표곡
- 〈Millionär〉(백만장자): 《Das Leben ist grausam》 앨범
- 〈Küssen verboten〉(입맞춤 금지): 《Küssen verboten》 앨범
- 〈Olli Kahn〉(독일의 축구선수 올리버 칸)
- 〈Deutschland〉(도이칠란트): 《D》 앨범

## 구성원
7명으로 구성되어 있다.
- 토비아스 퀸젤 (Tobias Künzel) : 보컬 (바리톤)
- 마티아스 디트리히 (Matthias Dietrich) : 베이스 기타
- 제바스티안 크룸비겔 (Sebastian Krumbiegel) : 보컬 (테너)
- 볼프강 렝크 (Wolfgang Lenk) : 보컬 (테너)
- 옌스 젬브드너 (Jens Sembdner) : 보컬 (베이스)
- 헨리 슈미트 (Henri Schmidt) : 보컬 (바리톤)
- 알리 치메 (Ali Zieme) : instrumentalist 드럼

## 작품

### 앨범
- Das Leben ist Grausam (1991)
- Das Leben ist Grausam (a cappella)
- Küssen verboten (1992)
- Küssen verboten (a cappella)
- Alles nur geklaut (1993)
- Alles nur geklaut (a cappella)
- Schweine (1995)
- Alles mit'm Mund (1996)
- Ganz oben (1997)
- So Viel Spaß für wenig Geld (1999)
- So Viel Spaß für wenig Geld (a cappella)
- Festplatte (1999)
- D (2001)
- Monarchie in Germany (2003)
- HardChor (2004)
- Akustisch Live (2006)

### 싱글
- "Gabi und Klaus" (1991)
- "Millionär" (1991)
- "Mann im Mond" (1992)
- "Mein Fahrrad" (1992)
- "Küssen verboten" (1992)
- "Küssen verboten -- 4 königliche Remixe" (1992)
- "Bombe" (1992)
- "1x / Vergammelte Speisen" (1993)
- "Alles nur geklaut" (1993)
- "Überall" (1994)
- "Du spinnst doch" (1994)
- "Schwein sein" (1995)
- "Ich will ein Baby" (1995)
- "Alles mit'm Mund" (1996)
- "Hose runter" (1996)
- "Heute ha-ha-habe ich Geburtstag" (1996)
- "Ganz oben" (1997)
- "So viel Spaß für wenig Geld" (1999)
- "Deutschland" (2001)
- "Hier sind wir" (2001)
- "Popmusik" (2001)
- "Olli Kahn" (2002)
- "Chronisch Pleite" (2003)
- "Unsicherheit macht sich breit" (2004)

### 동영상 앨범
- 10 Jahre Popmusik (2001)